# 滇南毛柄杜鹃
滇南毛柄杜鹃（学名：Rhododendron valentinianum var. oblongilobatum）为杜鹃花科杜鹃花属下的一个变种。

## 扩展阅读
- 維基物種上的相關：滇南毛柄杜鹃